# Iwana Kobayashi
Iwana Kobayashi (小林 岩魚 Kobayashi Iwana?), född 17 oktober 1996 i Yamanashi prefektur, är en japansk fotbollsspelare.
Kobayashi började sin karriär 2019 i Ventforet Kofu.